# Польов
Польов (словац. Poľov) — міська частина, громада округу Кошиці II, Кошицький край. Кадастрова площа громади — 12.96 км².
Населення 1217 осіб (станом на 31 грудня 2020 року).

## Історія
Польов згадується 1248 року.